# Conclave de 1689
Le conclave papal de 1689 est convoqué à la mort du pape Innocent XI, le 12 août 1689 afin de lui désigner un successeur. Il aboutit à l'élection du cardinal Pietro Vito Ottoboni sous le nom d'Alexandre VIII en tant que 241e pape de l'Église catholique romaine,.

## Contexte
La mort, dans les années 1660 et 1670, des grands cardinaux qui avaient influé sur les conclaves de la fin du XVIIe siècle tels que le cardinal Mazarin en 1661, Giulio Cesare Sacchetti en 1663, Antonio Barberini en 1671 et Francesco Barberini en 1679, laisse le Collège des cardinaux sans véritable leadership alors que s'ouvre le conclave.

## Déroulement du conclave
Dès l'ouverture du conclave, le cardinal Francesco Maria de' Medici prend la direction du groupe de cardinaux espagnols alors que le cardinal Rinaldo d'Este s'impose comme chef du groupe de cardinaux français. Le roi Louis XIV envisage d'envoyer Charles d'Albert d'Ailly, duc de Chaulnes, avec pour mission d'emmener les cardinaux français à Marseille d'où une flotte de vingt-six galères les emmènerait ainsi que leur entourage à Rome.

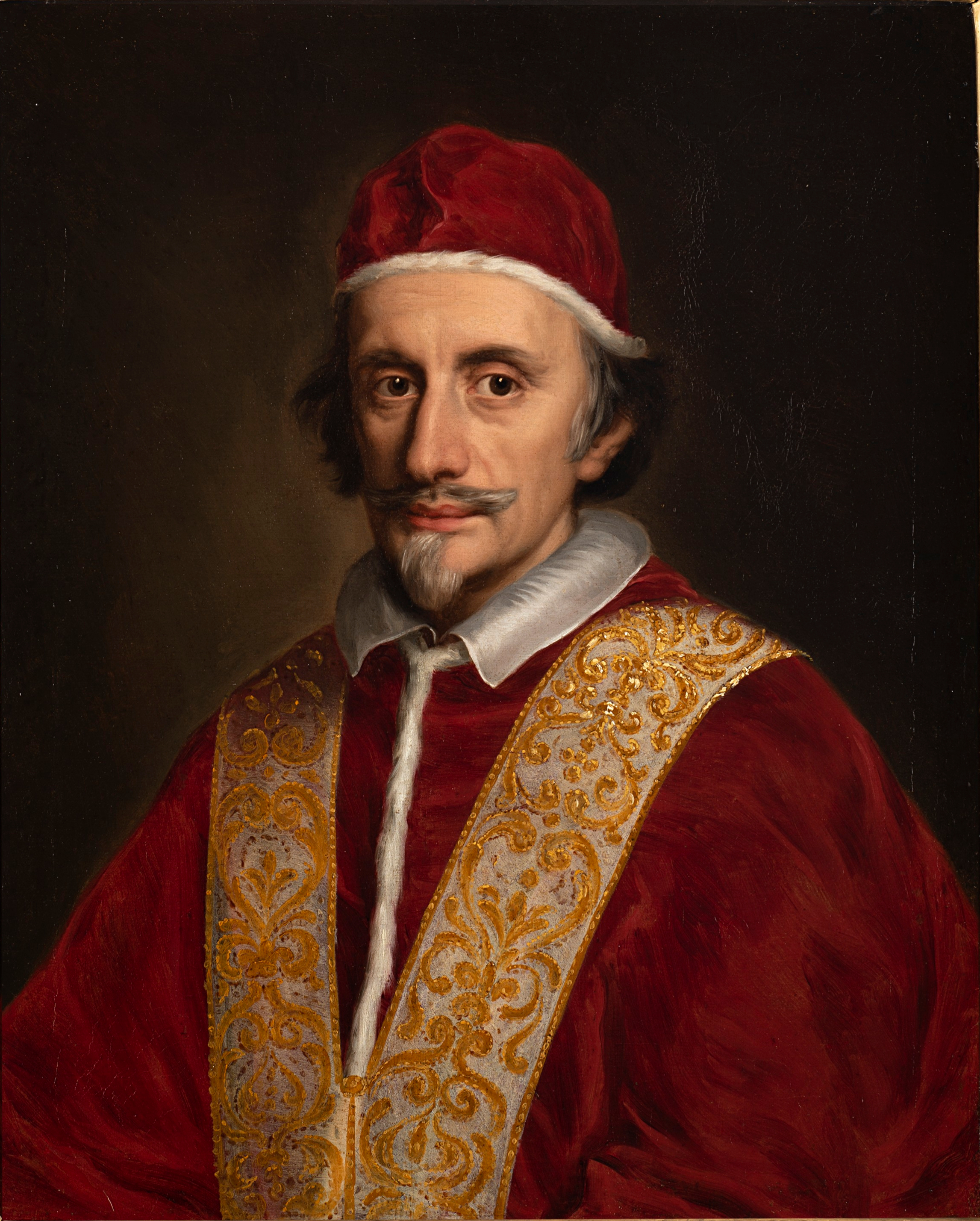
Le pape Innocent XI meurt le 12 août 1689.

Le voyage fut considérablement plus compliqué que prévu. Anne Jules de Noailles, duc de Noailles, ordonna à la flotte d'ouvrir le feu sur une petite escadre marchande anglo-néerlandaise mais d'Albert d'Ailly refusa les ordres, ce qui causa une violente dispute entre les deux. Finalement, la flotte parvint à Civitavecchia où les cardinaux furent accueillis par Medici et conduits à Rome. L'arrivée des cardinaux français signifiait que le conclave, réuni pour élire un nouveau pape, pouvait débuter.

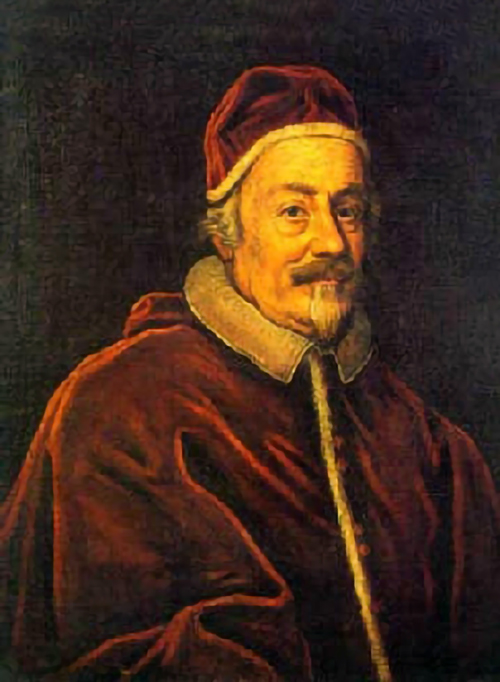
Pietro Vito Ottoboni élu pape sous le nom d'Alexandre VIII.

Tactiquement, Medici proposa le nom du cardinal Gregorio Barbarigo bien qu'il n'ait pas l'intention de le voir élu. Après avoir sondé la Sacré Collège avec le nom du patriarche de Venise, il avança cette fois la candidature de Pietro Vito Ottoboni. D'Este, qui n'appréciait pas Ottoboni, essaya à son tour un mouvement tactique ; il s'empressa de soutenir la candidature d'Ottoboni, en espérant secrètement que cela déclencherait la Jus exclusivae (exclusive) de la part du camp espagnol. En effet, ce dernier pensait que les cardinaux espagnols n'accepteraient pas un candidat soutenu ouvertement par le camp français. Mais, son plan ayant échoué et réalisant qu'il avait perdu la partie, d'Este se tourna alors vers d'Albert d'Ailly. Mais l'ambassadeur de France tenait Ottoboni en haute estime et avait déjà informé Louis XIV qu'il soutenait l'élection du cardinal vénitien.
Le 6 octobre 1689, le cardinal Ottoboni est élu au Saint-Siège sous le nom d'Alexandre VIII.

## Cardinaux participant au conclave
| Nom                                     | Date d'élévation au cardinalat | Fonction                                                                     |
| --------------------------------------- | ------------------------------ | ---------------------------------------------------------------------------- |
| Alderano Cibo                           |                                | Doyen du Collège des cardinaux                                               |
| Pietro Vito Ottoboni                    |                                | Vice-doyen du Collège des cardinaux, il est élu sous le nom d'Alexandre VIII |
| Flavio Chigi                            |                                |                                                                              |
| Antonio Bichi                           |                                |                                                                              |
| Giacomo Franzoni                        |                                |                                                                              |
| Paluzzo Paluzzi Altieri degli Albertoni |                                |                                                                              |
| Francesco Maidalchini                   |                                |                                                                              |
| Carlo Barberini                         |                                |                                                                              |
| Gregorio Barbarigo                      |                                |                                                                              |
| Giannicolò Conti                        |                                |                                                                              |
| Giulio Spinola                          |                                | Il quitte le conclave pour raisons de santé le 24 septembre                  |
| Giovanni Delfino                        |                                |                                                                              |
| Emmanuel-Théodose de La Tour d'Auvergne |                                |                                                                              |
| Nicolò Acciaioli                        |                                |                                                                              |
| Carlo Cerri                             |                                |                                                                              |
| Gaspare Carpegna                        |                                |                                                                              |
| César d'Estrées                         |                                |                                                                              |
| Pierre de Bonzi                         |                                |                                                                              |
| Vincenzo Maria Orsini                   |                                | Futur pape Benoît XIII                                                       |
| Francesco Nerli                         |                                |                                                                              |
| Girolamo Casanate                       |                                |                                                                              |
| Federico Baldeschi Colonna              |                                |                                                                              |
| Galeazzo Marescotti                     |                                |                                                                              |
| Fabrizio Spada                          |                                |                                                                              |
| Philip Thomas Howard of Norfolk         |                                |                                                                              |
| Giambattista Spinola                    |                                |                                                                              |
| Antonio Pignatelli del Rastello         |                                | Futur pape Innocent XII                                                      |
| Savo Millini                            |                                |                                                                              |
| Federico Visconti                       |                                |                                                                              |
| Raimondo Capizucchi                     |                                |                                                                              |
| Francesco Lorenzo Brancati di Lauria    |                                |                                                                              |
| Urbano Sacchetti                        |                                |                                                                              |
| Gianfrancesco Ginetti                   |                                |                                                                              |
| Benedetto Pamphilj                      |                                |                                                                              |
| Giacomo de Angelis                      |                                |                                                                              |
| Opizio Pallavicini                      |                                |                                                                              |
| Marcantonio Barbarigo                   |                                |                                                                              |
| Carlo Stefano Anastasio Ciceri          |                                |                                                                              |
| Leopold Karl von Kollonitsch            |                                |                                                                              |
| Pier Matteo Petrucci                    |                                |                                                                              |
| Wilhelm Egon von Fürstenberg            |                                |                                                                              |
| Jan Kazimierz Denhoff                   |                                |                                                                              |
| José Sáenz de Aguirre                   |                                |                                                                              |
| Leandro Colloredo                       |                                |                                                                              |
| Fortunato Ilario Carafa della Spina     |                                |                                                                              |
| Domenico Maria Corsi                    |                                |                                                                              |
| Gianfrancesco Negroni                   |                                | Il doit quitter le conclave pour raisons de santé le 4 octobre               |
| Fulvio Astalli                          |                                |                                                                              |
| Gasparo Cavalieri                       |                                |                                                                              |
| Francesco Maria de' Medici              |                                |                                                                              |
| Rinaldo d'Este                          |                                |                                                                              |

## Cardinaux absents du conclave
| Nom                                                              | Date d'élévation au cardinalat | Fonction                                                     |
| ---------------------------------------------------------------- | ------------------------------ | ------------------------------------------------------------ |
| Luis Manuel Fernández de Portocarrero-Bocanegra y Moscoso-Osorio |                                |                                                              |
| Francesco Buonvisi                                               |                                |                                                              |
| Veríssimo de Lencastre                                           |                                |                                                              |
| Marcello Durazzo                                                 |                                |                                                              |
| Étienne Le Camus                                                 |                                |                                                              |
| Johannes van Goes                                                |                                | Il entreprit le voyage pour Rome mais ne parvint pas à temps |
| Augustyn Michał Stefan Radziejowski                              |                                |                                                              |
| Pedro de Salazar Gutiérrez de Toledo                             |                                |                                                              |